# Edison Marshall

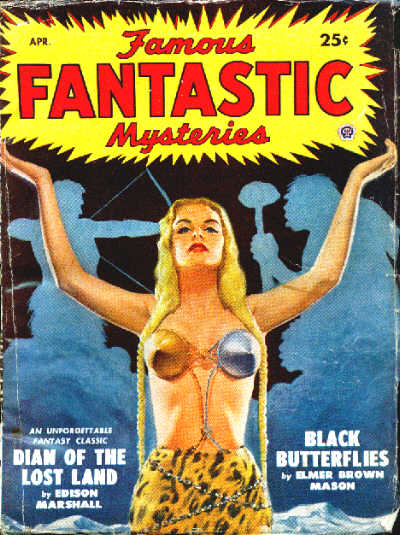
Portada de la revista de ciencia ficción Famous Fantastic Mysteries en su edición de abril de 1949, donde se presenta una novela de Edison Marshall.

Edison Tesla Marshall, cuentista y novelista norteamericano, nacido el 29 de agosto de 1894 en Rensselaer, Indiana y fallecido el 29 de octubre de 1967.

## Biografía
Edison Marshall estudió en la universidad de Oregón, allí comenzó a vender sus primeros relatos. Durante la guerra se alistó y realizó servicios de oficina en Augusta, allí se casaría acabada la guerra. La década de los años veinte sus relatos de aventuras históricas le convirtieron muy popular en Estados Unidos, convirtiéndose sus lectores en millones. Comenzó a realizar obras de mayor tamaño y pasó del relato a la novela. Una de las más populares de esta época fue The Far Call and Isle of Retribution, que fue adaptada en el cine en la misma década de los veinte. Sin embargo, sería en 1941 cuando Marshall vendió a la Fox los derechos de su novela, Benjamin Blake que esta adaptó bajo el título El hijo de la furia, y una década más tarde como El tesoro del Condor de Oro. Posteriormente también se harían versiones de sus novleas Yakee Pasha y Vikingos.
. Benajamin Blake, su obra más famosa fue adaptada por dos veces al cine, también Los Vikingos fue llevada al cine a finales de los cincuenta.

## Enlaces
1. ↑  «Edison Marshall». IMDb. Consultado el 13 de enero de 2023.
2. ↑  «Marshall, Edison, 1894-1967». University of Miami Libraries (en inglés). Consultado el 13 de enero de 2023.

- Datos: Q5338401
- Multimedia: Edison Marshall / Q5338401